# キラーイ温泉

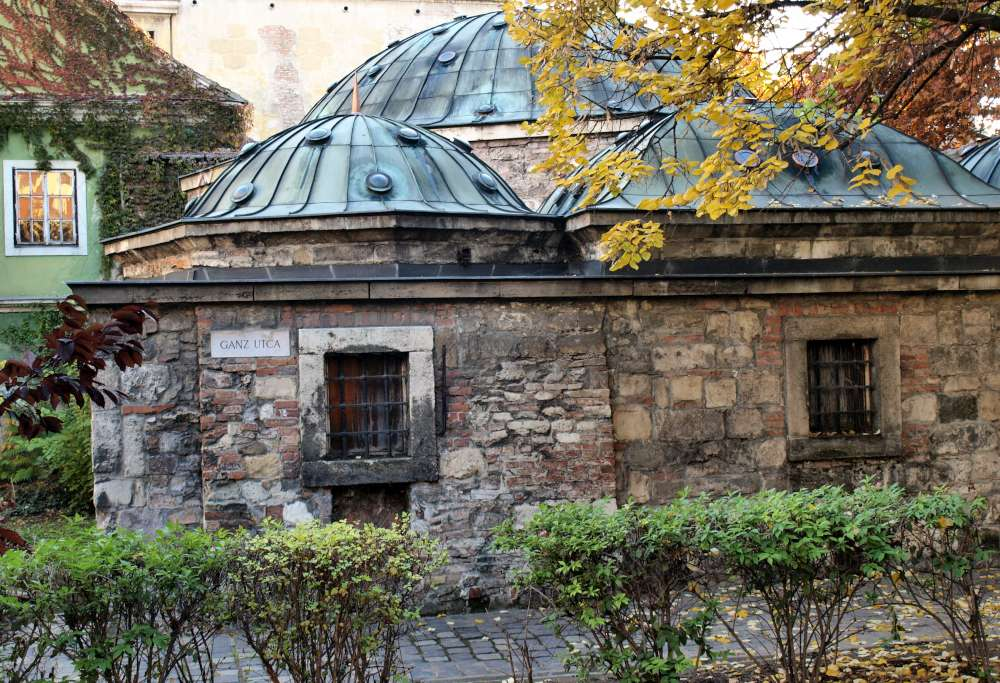
ガンズ通りから見たキラーイ温泉の外観

キラーイ温泉（キラーイおんせん、ハンガリー語: Király fürdő）は、ハンガリーの首都・ブダペストに存在する温泉。

## 概要
ブダペスト市内、フェー通りとガンズ通りとの交差点に面し、所在地はフェー通り82から84（II Fő utca 82 - II Fő utca 84）である。
オスマン・トルコ時代の16世紀に建設されたこの入浴施設には中東における公衆浴場・ハンマームの形式が残されており、トルコ風の天蓋や八角形型の浴槽が見られる。
温泉の成分にはナトリウムやカルシウム、炭酸マグネシウム、硫酸塩等が含まれており、特にフッ化物が多く含まれている。四つある浴槽はそれぞれ温度が異なり、26℃から40℃に分けられている。